# 亞爾欽烈士行動
亞爾欽烈士行動（土耳其語：Şehit Yalçın Operasyonu），是指土耳其自2015年7月24日起，所進行的一連串對伊斯蘭國與库尔德工人党的攻擊行動。此次行動的名稱「亞爾欽」（Yalçın），是7月23日被伊斯蘭國殺害的軍官穆罕默德·亞爾欽（Mehmet Yalçın）。
在7月20日的恐怖攻擊之後，支持土耳其庫德族的民眾連續兩天進行示威，指責當局沒有積極打擊境內的伊斯蘭國份子；而到了7月23日，在邊境地區，又傳出軍官被伊斯蘭國殺害的事件，致使安卡拉當局受到很大壓力。7月24日，在與美國總統歐巴馬通過電話後，雷杰普·塔伊普·埃尔多安批准了美軍可以使用土耳其的兩處軍事基地，以及進行打擊恐怖份子的行動。
土耳其派出戰機轟炸敘利亞的伊斯蘭國目標及伊拉克北部的庫爾德工人黨目標。雖然名義上目標包括伊斯蘭國，不過至2015年8月初，受襲的絕大多數是庫爾德族武裝。

## 評論
有評論認為土耳其政府此前一直支持伊斯蘭極端分子進入敘利亞境內加入伊斯蘭國及其它極端組織作戰，此次行動中打擊伊斯蘭國只是裝模作樣，不會大力打擊伊斯蘭國武裝。評論認為土耳其政府的真正目的是藉機鏟除庫爾德工人黨，包括正在對抗伊斯蘭國的相關庫爾德人武裝。
評論認為土耳其總統埃爾多安在執政黨於2015年6月國會選舉失利後，企圖藉打擊庫爾德工人黨，在可能出現的重選中爭取民族主義者選票。另有評論認為庫爾德人武裝是西方國家少數可信賴的地面反伊斯蘭國武裝之一，土耳其空襲庫爾德人武裝將會妨礙美國打擊伊斯蘭國的努力，讓美國陷入兩難。
敘利亞庫爾德族武裝認為土耳其雖然聲稱與伊斯蘭國戰鬥，然而「該場戰爭實際上不存在」。土耳其表示敘利亞庫爾德族武裝現時不是其打擊目標，不過敘利亞人民保衛隊表示在邊境數次受到土耳其軍隊開炮挑釁。對於土耳其要求在敘利亞北部設立一個由反對派武裝進駐並受保護的「安全區」，庫爾德人認為埃爾多安的目的不是打擊伊斯蘭國，而是藉機阻礙庫爾德族控制區擴展，阻止庫爾德族民主聯盟黨在敘利亞北部建立一個自治國。